# João Batista Teixeira Santos
João Batista Teixeira Santos, ou apenas João Teixeira, (Montes Claros, 5 de maio de 1956) é um agropecuarista, empresário e político brasileiro, outrora deputado federal por Mato Grosso.

## Dados biográficos
Filho de Luís Augusto dos Santos e Diva Teixeira Santos. Técnico em Contabilidade e Mecanografia, chegou a Mato Grosso em 1976, quando a empresa onde trabalhava ajudou a colonizar e fundar três cidades no norte do estadoː Alta Floresta, Apiacás e Paranaíta. Eleito vereador em Alta Floresta via PDS em 1982, mudou para o PFL, onde conquistou os mandatos de deputado estadual em 1986 e deputado federal em 1990, ausentando-se na votação do impeachment de Fernando Collor em 1992.